# Jenise Spiteri
Jenise Lynae Spiteri (Redwood City, 20 de septiembre de 1992) es una snowboarder maltesa-estadounidense. La primera snowboarder olímpica maltesa, compitió en el evento de medio tubo en los Juegos Olímpicos de Pekín 2022.

## Biografía
Spiteri nació el 20 de septiembre de 1992 en Redwood City, California. Ella tiene ascendencia maltesa, ya que su abuelo emigró a los Estados Unidos desde allí después de que su hogar fuera destruido en la Segunda Guerra Mundial. Creció inicialmente queriendo ser actriz, apareciendo en varios comerciales cuando era joven.

## Carrera de snowboard
Spiteri comenzó su carrera de snowboard en 2010 mientras estaba en Sierra Nevada College, después de escribir una publicación en las redes sociales que decía «Se busca: alguien que me enseñe a andar en pipe mañana. ¿Alguien disponible?».
Spiteri compitió por el equipo en Sierra Nevada y decidió que su objetivo era representar a Malta en los Juegos Olímpicos de Invierno. Un compañero de equipo hizo la sugerencia y Spiteri se dio cuenta de que tenía sentido como una forma de rendir homenaje a su abuelo, quien murió en 2010, ya que tenía una conexión con los Juegos Olímpicos a través de su compañía que producía equipos de patinaje artístico para atletas olímpicos como Michelle Kwan.
A pesar de sufrir varias lesiones, incluida una lesión del ligamento cruzado anterior en 2012, otro en 2017 y un menisco desgarrado el último año, Spiteri continuó practicando snowboard. Fue una de las 15 mejores finalistas de Malta en la Copa del Mundo de Snowboard 2014-15 y apenas se perdió la clasificación para los Juegos Olímpicos de Pieonchang 2018 por un puesto, a pesar de competir con lesiones en el LCA y el menisco. Como el snowboard es costoso, Spiteri vivió en un automóvil, luego en una camioneta, y trabajó en varios trabajos ocasionales (incluido ser una extra en Euphoria) mientras reutilizaba su equipo cada temporada, además de abrir una cuenta de GoFundMe para ayudar a pagar los costos. También dirigió varias cuentas de redes sociales, ganando más de 30 000 suscriptores en YouTube.
Spiteri finalmente se clasificó para los Juegos Olímpicos de 2022 y, por lo tanto, se convirtió en la primera snowboarder olímpica de Malta, su único participante en los juegos de 2022 y solo su segundo participante de todos los tiempos en los Juegos Olímpicos de Invierno en cualquier deporte. Se desempeñó como abanderada de Malta y compitió en el evento de medio tubo femenino, ubicándose en el puesto 21, comiendo un bao entre carreras que olvidó que tenía guardado en el bolsillo.